# Пик Макайа (национальный парк)
Пик Макайа — один из двух национальных парков Республики Гаити. Сформирован в 1983 году. Расположен в южной части страны. Это единственное место в стране, где ещё остались девственные облачные леса. Максимальная высота — Пик Макайа, 2347 метров над уровнем моря, это вторая самая высокая точка в Гаити после Пик Ла-Сель.